# Xyloperthella guineensis
Xyloperthella guineensis là một loài bọ cánh cứng trong họ Bostrichidae. Loài này được Roberts miêu tả khoa học năm 1967.